# Pagan giáo hiện đại

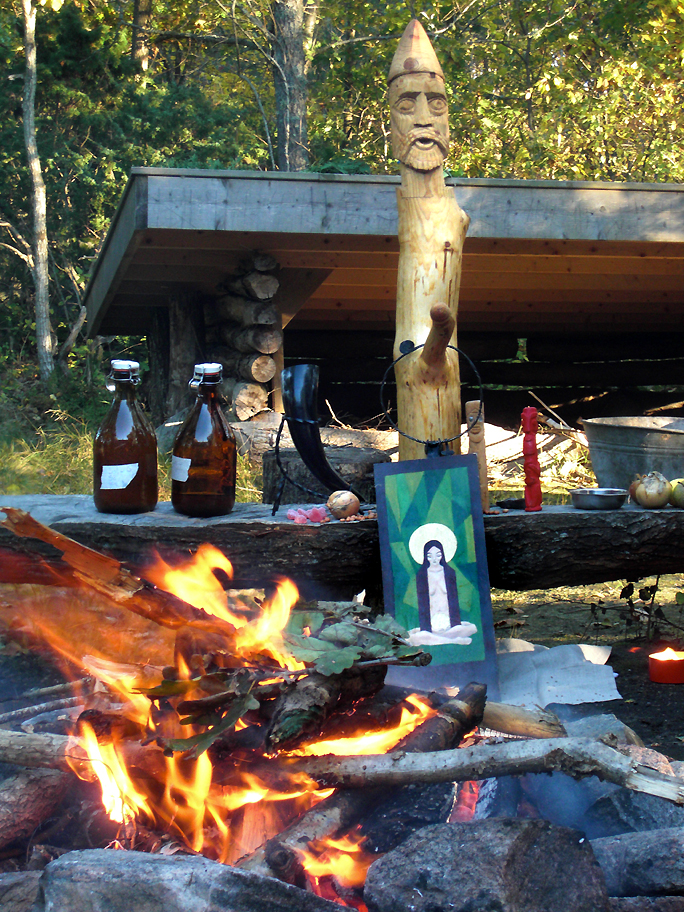
Bàn thờ trời đất của Haustblot tại Björkö, Thụy Điển; thần tượng bằng gỗ lớn hơn đại diện cho thần Frey.

Pagan giáo hiện đại, còn được gọi là Pagan giáo đương đại  và Pagan giáo mới,  là một thuật ngữ tập thể cho các phong trào tôn giáo mới chịu ảnh hưởng từ hoặc xuất phát từ tín ngưỡng ngoại giáo lịch sử khác nhau của các dân tộc tiền hiện đại. Mặc dù chúng có chung điểm tương đồng, các phong trào tôn giáo Pagan đương đại rất đa dạng và không có chung một tập hợp tín ngưỡng, thực hành hay kinh sách nào. Hầu hết các học giả nghiên cứu hiện tượng này coi nó như một phong trào được chia thành các tôn giáo khác nhau; những người khác mô tả nó như một tôn giáo duy nhất trong đó các tín ngưỡng Pagan giáo khác nhau là giáo phái.
Các tín đồ dựa vào các nguồn tiền Kitô giáo, văn hóa dân gian và dân tộc học ở nhiều mức độ khác nhau; nhiều người theo một linh đạo mà họ chấp nhận là hoàn toàn hiện đại, trong khi những người khác tuyên bố tín ngưỡng thời tiền sử, hoặc người khác cố gắng hồi sinh các tôn giáo bản địa, dân tộc càng chính xác càng tốt. Nghiên cứu học thuật đã đặt phong trào Pagan dọc theo một dãy quang phổ, với Pagan giáo chiết trung ở một đầu và chủ nghĩa tái cấu trúc đa thần ở bên kia. Đa thần, thuyết vật linh và thuyết phiếm thần là những đặc điểm chung của thần học Pagan.
Pagan giáo đương đại đôi khi được liên kết với phong trào Thời đại mới, với các học giả nêu bật cả những điểm tương đồng và khác biệt của họ. Vào những năm 1990, các học giả nghiên cứu về phong trào Pagan hiện đại đã thành lập lĩnh vực học thuật về nghiên cứu Pagan.